# Golf van Follonica
De Golf van Follonica (Italiaans: Golfo di Follonica) is een baai in het noordoosten van de Tyrreense Zee nabij de Italiaanse stad Follonica in de Toscaanse provincie Grosseto. Het noordelijke uiteinde van de Golf van Follonica bevindt zich nabij Piombino, alwaar het Kanaal van Piombino gelegen is. De baai loopt vervolgens met een boog in zuidoostelijke richting tot bij de badplaats Punta Ala in de gemeente Castiglione della Pescaia. Voor de Golf van Follonica ligt, in het westen, het eiland Elba. De baai meet ongeveer twintig bij elf kilometer.